# Oliver Semmle
Oliver Semmle (* 28. März 1998 in Au am Rhein) ist ein deutscher Fußballtorwart. Seit 2024 steht er für Philadelphia Union in der Major League Soccer unter Vertrag, ist allerdings aktuell an den US-amerikanischen Zweitligisten North Carolina FC ausgeliehen.

## Karriere
Semmle begann seine Fußballerkarriere in der Jugend des FC Rastatt 04, bevor er 2012 in den Nachwuchsbereich des Karlsruher SC wechselte. Dort spielte er in den Folgejahren unter anderem in der B-Junioren- und A-Junioren-Bundesliga. Zum Ende der Saison 2015/16 begann Semmle für die U-23 des KSC in der Oberliga Baden-Württemberg zu spielen. Bis zum Ende der Saison 2017/18 kam er dort auf insgesamt 24 Einsätze, zudem stand er 2018 im Finale des badischen Pokals in der Startelf, das die U-23 des KSC nach Elfmeterschießen gegen den CfR Pforzheim für sich entscheiden konnte. Da die zweite Mannschaft des KSC anschließend aus wirtschaftlichen Gründen aufgelöst wurde, entschloss sich Semmle seine Karriere im nordamerikanischen Collegefußball fortzusetzen. Zunächst spielte er für die Barton Cougars am Barton Community College in Great Bend in Kansas. 2019 wechselte er an das Monroe College in New York City, wo er eine Saison für die Mustangs spielte. Ab Anfang 2020 spielte er anschließend drei Jahre für die Marshall Thundering Herd, das Team der Marshall University in Huntington, bevor er Ende 2022 im MLS SuperDraft in der zweiten Runde an 12. Stelle von den Colorado Rapids ausgewählt wurde. Nachdem er in der Saisonvorbereitung mit dem Kader der Rapids trainiert hatte, wurde Semmle zum Zweitligisten Louisville City FC abgegeben, wo er sich in der Saison 2023 schnell einen Stammplatz im Kader erkämpfen und spielerisch überzeugen konnte. Im Januar 2024 wechselte Semmle dann in die Major League Soccer zu Philadelphia Union. Da Stammtorhüter Andre Blake sich zu Beginn der Saison im Erstrundenhinspiel des CONCACAF Champions Cup verletzt hatte, kam Semmle gleich am ersten Spieltag gegen Chicago Fire zu seinem Debüt in der MLS. Wenige Tage später war er auch Teil der Mannschaft, die durch ein 3:3 nach Verlängerung im Erstrundenrückspiel gegen Deportivo Saprissa das Achtelfinale des CONCACAF Champions Cup erreichte. 2025 kam Semmle nur noch im Nachwuchsteam der Union in der MLS Next Pro zum Einsatz. Im August 2025 wechselte er auf Leihbasis bis zum Saisonende zum North Carolina FC in die USL Championship.

## Titel und Auszeichnungen

### Titel

#### Karlsruher SC II
- Badischer Pokal: 2018

#### Marshall Thundering Herd
- Meisterschaft in der NCAA Division I: 2020